# Leicester Symphony Orchestra
Het Leicester Symphony Orchestra is een symfonieorkest opgericht in 1922 door Sir Malcolm Sargent, toen nog een plaatselijk organist en koordirigent. Hij gaf leiding aan het orkets tot 1939.
Dit orkest werd mede opgericht om getalenteerde musici uit de regio een kans te geven; deze traditie wordt nog steeds voortgezet. Internationaal bekende solisten zoals Alfred Cortot, Artur Schnabel en Solomon Cutner hebben een bijdrage geleverd om de bevolking van de regio diverse uitvoeringen van klassieke muziek te brengen. 
De thuisbasis van het orkest is De Montfort Hall in Leicester.
De afkorting voor het orkest is LSO, niet te verwarren met het London Symphony Orchestra dat ook LSO als afkorting gebruikt.